# Хрущина-Мала
Хрущина-Мала (пол. Chruszczyna Mała) — село в Польщі, у гміні Казімежа-Велька Казімерського повіту Свентокшиського воєводства.
Населення — 152 особи (2011).
У 1975-1998 роках село належало до Келецького воєводства.

## Демографія
Демографічна структура на день 31 березня 2011 року:
|          | Загалом | Допрацездатний вік | Працездатний вік | Постпрацездатний вік |
| -------- | ------- | ------------------ | ---------------- | -------------------- |
| Чоловіки | 80      | 14                 | 54               | 12                   |
| Жінки    | 72      | 8                  | 39               | 25                   |
| Разом    | 152     | 22                 | 93               | 37                   |